# Agudelo
Agudelo (llamada oficialmente San Martiño de Agudelo) es una parroquia del municipio español de Barro, en la provincia de Pontevedra, Galicia.

## Toponimia
La parroquia también es conocida por los nombres de San Martín de Agudelo, San Martín P. de Agudelo y San Martiño P. de Agudelo.

## Historia
Hacia mediados del siglo XIX, el lugar, por entonces referido como una feligresía, tenía contabilizada una población de 494 habitantes. Aparece descrito en el primer volumen del Diccionario geográfico-estadístico-histórico de España y sus posesiones de Ultramar de Pascual Madoz con las siguientes palabras:

AGUDELO (S. Martin de): felig. en la prov. de Pontevedra (2 leg.), dióc. de Santiago (16), part. jud. de Caldas de Reyes (6 1/2) y ayunt. de Barro (1 1/4): sit. en un valle ventilado su clima es sano: comprende los l. de Balbon, Casás, Concello, Faxil, Guimil, Landoira y Magdalena que reunen hasta 105 casas de muy mediana construccion y comodidades: la igl. parr. (S. Martin) es bastante capaz y el curato de provision ordinaria. El term. se estiende á 1/4 de leg. de N. á S. y 3/8 de E. á O.; confina al N. con el de Baliñas, por E. con el de Pedercanay, al S. con Curro y á O. con Romay: el terreno participa de monte y llano, regado por un riach. que lleva sus aguas al Umia: se cultivan sobre 500 fan. de tierra floja y arenisca: los caminos locales mal cuidados, y no lo está menos el que desde la cap. de prov. se dirige á la del part.: por este punto recibe el correo. Prod. centeno, maiz, algunas legumbres, hortalizas, frutas, lino, patatas, algun arbolado y medianos pastos con que cria ganado vacuno y de cerda: caza de perdices y conejos; pesca de truchas; tiene 4 molinos harineros: pobl. 114 vec.: 494 alm. Contr. con su ayunt. (V.)
(Madoz, 1845, p. 129)

## Organización territorial
La parroquia está formada por siete entidades de población, constando seis de ellas en el nomenclátor del Instituto Nacional de Estadística español:
- Casas (Os Casás)
- Concello
- Faxil
- Goimil
- Lardoeira (A Lardoeira)
- Magdalena (Madalena)
- Valbón

## Demografía
| Gráfica de evolución demográfica de Agudelo entre 2000 y 2023 |
|                                                               |
| Datos según el nomenclátor publicado por el INE.              |

## Patrimonio
- Iglesia de San Martín.[8]